# 80's Overdrive
80's Overdrive es un videojuego de carreras desarrollado y publicado por Insane Code para Nintendo 3DS, Nintendo Switch, Windows, Xbox One y Xbox Series X/S. Fue lanzado en 2017 para 3DS, en 2020 para Switch y Windows y en 2022 para Xbox One y Xbox Series X/S.

## Jugabilidad
80's Overdrive es un juego de carreras de pixel art en 2D que transporta al jugador al pasado, cuando las consolas de 8 y 16 bits y los juegos arcade dominaban el mundo. Se compite contra oponentes en el modo carrera para desbloquear nuevas carreras, comprar autos nuevos y mejorarlos. Hay un modo contrarreloj donde se comprueba hasta dónde se puede llegar. Se pueden crear pistas con el generador de pistas incorporado y compartirlas con amigos.
Cuenta con dos modos de juego y un editor de pistas de carreras; seis coches; ocho temas visuales; y trece partituras musicales de sintetizador/retrowave.

### Modos de juego
- Modo carrera en el que los corredores compiten entre sí en varias pistas de estilo punto a punto o realizan misiones especiales. El jugador también puede ser perseguido por la policía.
- Modo contrarreloj (modo Outrun) en el que el jugador lucha contra el reloj e intenta llegar lo más lejos que puede hasta que se acabe el tiempo.

## Recepción
80's Overdrive recibió reseñas "mixtas o promedio" según el sitio web agregador de reseñas Metacritic.
Damien McFerran de Nintendo Life escribió: "80's Overdrive realmente destaca el lado de la presentación con sus llamativos efectos visuales 2D, su excelente efecto 3D y su banda sonora vibrante. También se controla bien y el modo Carrera es lo suficientemente desafiante como para mantenerte pegado a tu 3DS durante bastante tiempo. El modo Contrarreloj estilo carrera y el Editor de niveles extienden aún más la vida útil de este título, pero el nivel de dificultad ocasionalmente barato tiene la molesta costumbre de arruinar tu carrera y tu estado de ánimo. Esta es una queja relativamente menor en el gran esquema de las cosas. Sin embargo, los fanáticos de los juegos de carreras arcade de la vieja escuela casi seguramente perdonarán este problema para poder jugar un verdadero tributo a los clásicos de antaño".
Chris Button de Vooks escribió: "Una oda empapada de neón a los populares juegos de carreras arcade de una época pasada, 80's Overdrive ofrece una conducción emocionante y una banda sonora de ondas sintetizadas, pero el modo de carrera desequilibrado y frustrante araña la pintura de la experiencia general".
FNintendo escribió: "80's Overdrive es un juego de carreras de estilo arcade divertido y entretenido que sin duda resonará entre los fanáticos de este estilo desde hace mucho tiempo. Sus principales defectos residen principalmente en la falta de un modo multijugador y una jugabilidad que a veces puede parecer un poco frustrante, pero en general , la experiencia es gratificante y merece el tiempo del jugador".
Zachary Miller de Nintendo World Report escribió: "80's Overdrive es un juego muy bonito con una mecánica central realmente buena y algunas complicaciones realmente cuestionables y francamente innecesarias superpuestas. La conclusión es que realmente me gustó hasta que ya no me gustó más. Todavía aparezco de vez en cuando, pero este no es un juego que esté particularmente obligado a jugar a largo plazo".